# 朝日プリンテック
株式会社朝日プリンテック（あさひぷりんてっく、英語: Asahi Printec Co., Ltd.）は、東京都中央区築地に本社を置く印刷会社である。

## 概要
朝日新聞社が新聞の印刷業務をアウトソーシングを目的として設立した完全子会社である。主な印刷物は「朝日グループ」が発行する各新聞（朝日新聞、日刊スポーツ、朝日小学生新聞、朝日中高生新聞）のほか、朝日新聞の販売店ASAが取り扱うインターナショナル・ヘラルド・トリビューン、日本農業新聞、日刊工業新聞など。
新聞印刷の品質を競う国際コンテストINCQC（国際新聞カラー品質クラブ）では、2008年度に本社築地工場が上位50社に選ばれ、アジア賞金賞を受賞した。2010年度は本社川崎工場が世界第2位に選ばれ、アジア賞銀賞を受賞した。また、本社12工場は全て、国際環境規格ISO 14001の認証を取得している。
1997年8月に神奈川県川崎市で設立された朝日川崎プリンテックが源流。2003年9月に朝日東京プリンテックに社名変更。2010年4月、朝日東京プリンテック、朝日大阪プリンテック（大阪府大阪市）、朝日北九州プリンテック（福岡県北九州市）が合併し、現在の朝日プリンテックが誕生した。
近年の新聞界のトレンドとしてメディアグループの垣根を越えた業務提携が進んでおり、2011年からは中日新聞グループと業務提携を結び、中日新聞東京本社発行の東京新聞が当社川崎工場で受託印刷されている。また当社船橋工場では、読売新聞の千葉県と東京都東部向けの委託印刷を行っている。これらにより拠点の統廃合も進めている。また堺工場（大阪府堺市）では奈良新聞（奈良県の地方紙）を受託印刷している。

## 沿革
- 1997年8月 - 川崎市で朝日川崎プリンテック創立。
- 1998年2月 - 愛知県西春日井郡西春町（現・北名古屋市）で朝日名古屋プリンテック創立。
- 1999年12月 - 朝日北九州プリンテック創立。
- 2003年9月 - 朝日川崎プリンテックが朝日新聞座間工場を統合し、朝日東京プリンテックに社名変更。
- 2004年2月 - 朝日新聞中之島工場と堺工場が分社し、朝日大阪プリンテック創立。
- 2005年4月 - 朝日東京プリンテックが朝日新聞生産技術実験所を統合。朝日北九州プリンテックが朝日新聞福岡工場を統合。
- 2006年4月 - 朝日東京プリンテックが朝日名古屋プリンテックと合併し、朝日新聞築地工場を統合。朝日大阪プリンテックが朝日日刊四国ステーション（四国工場）と合併。
- 2008年4月 - 朝日東京プリンテックが朝日日刊スポーツ印刷社（船橋工場）と合併。
- 2009年4月 - 朝日東京プリンテック座間工場をトッパンメディアプリンテック東京に移管。
- 2010年4月 - 朝日東京プリンテック、朝日大阪プリンテック、朝日北九州プリンテックが合併し、朝日プリンテックに社名変更（存続会社は朝日東京プリンテック）。
- 2011年
  - 4月 - 朝日プリンテックが日刊オフセットと合併[4]。また中日新聞グループとの相互委託業務提携により、東京新聞・東京中日スポーツ（発行元・中日新聞社東京本社）の神奈川県川崎市周辺地域向け新聞を朝日プリンテック・川崎工場での受託印刷を開始。
  - 6月 - 読売新聞グループ本社との相互委託業務提携により、読売新聞の千葉県全域と東京都東部向け新聞を、朝日プリンテック・船橋工場での受託印刷を開始。
- 2012年12月 - 朝日新聞大阪本社地区の再開発（中之島フェスティバルシティ）進展に伴い、朝日新聞ビル地下の中之島工場を閉鎖。大阪支社機能のみ中之島フェスティバルタワーへ移転。印刷機能はトッパンメディアプリンテック関西大阪工場へ移管。
- 2013年
  - 1月 - 日刊スポーツの印刷を源流とする豊中工場（旧日刊オフセット本社）を閉鎖。
  - 2月 - 四国工場を閉鎖。
- 2019年3月 - 世田谷生産技術実験所を閉鎖。
- 2023年3月 - 堺工場を閉鎖。
- 2025年4月 - 日刊スポーツPRESS（現・日刊スポーツ新聞東京本社）より日刊築地センターおよび王子工場を譲受。

## 事業所
- 本社・技術センター・築地工場（東京都中央区築地五丁目）
- 日刊築地センター（東京都中央区築地三丁目）
- 王子工場（東京都北区堀船）
- 川崎工場（川崎市中原区西加瀬）
- 船橋工場（千葉県船橋市日の出）
- 名古屋工場（愛知県北名古屋市中之郷池田）
- 大阪支社（旧・中之島工場、大阪市北区中之島）
- 阪神工場（兵庫県西宮市鳴尾浜）
- 北九州工場（北九州市小倉南区上葛原）
- 福岡工場（福岡県太宰府市水城）
- 海老江センター（大阪市福島区海老江） -  印刷は行わず、各工場へのデータ配信を業務とする（印刷は同じ建物にあるトッパンメディアプリンテック関西大阪工場で行う）